# 미국 자동차 협회

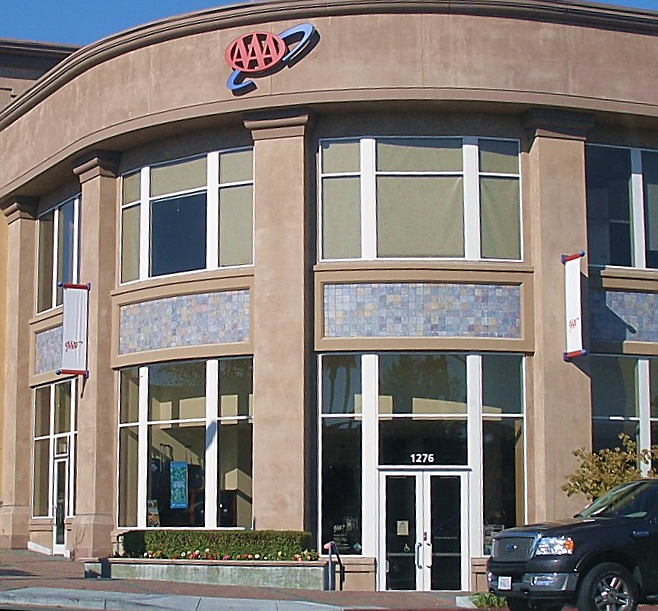

미국 자동차 협회(美國自動車協會, American Automobile Association)는 미국의 주와 워싱턴 DC의 자동차 협회가 연합한 비영리 단체이다. 약칭 AAA (트리플 A). 가입자에게 자동차에 대한 구호 등의 로드 서비스와 여행 정보를 제공하고있다.

## 같이 보기
- 미국 자동차 클럽